# Krzywki-Bratki (gromada)
Krzywki-Bratki – dawna gromada, czyli najmniejsza jednostka podziału terytorialnego Polskiej Rzeczypospolitej Ludowej w latach 1954–1972.
Gromady, z gromadzkimi radami narodowymi (GRN) jako organami władzy najniższego stopnia na wsi, funkcjonowały od reformy reorganizującej administrację wiejską przeprowadzonej jesienią 1954 do momentu ich zniesienia z dniem 1 stycznia 1973, tym samym wypierając organizację gminną w latach 1954–1972.
Gromadę Krzywki-Bratki z siedzibą GRN w Krzywkach-Bratkach utworzono – jako jedną z 8759 gromad na obszarze Polski – w powiecie mławskim w woj. warszawskim, na mocy uchwały nr VI/10/8/54 WRN w Warszawie z dnia 5 października 1954. W skład jednostki weszły obszary dotychczasowych gromad Krzywki-Bratki i Osowa ze zniesionej gminy Zielona oraz obszary dotychczasowych gromad Krzywki-Bośki, Krzywki-Piaski i Mostowo ze zniesionej gminy Mostowo w tymże powiecie. Dla gromady ustalono 12 członków gromadzkiej rady narodowej.
1 stycznia 1956 gromada weszła w skład nowo utworzonego powiatu żuromińskiego w tymże województwie.
1 stycznia 1958 z gromady Krzywki-Bratki wyłączono wsie Krzywki-Bośki, Krzywki-Piaski i Mostowo, włączając je do gromady Szreńsk w powiecie mławskim w tymże województwie, po czym gromadę Krzywki-Bratki zniesiono, a jej (pozostały) obszar włączono do gromady Kuczbork-Osada w powiecie żuromińskim tamże.